# Telescopio amatoriale

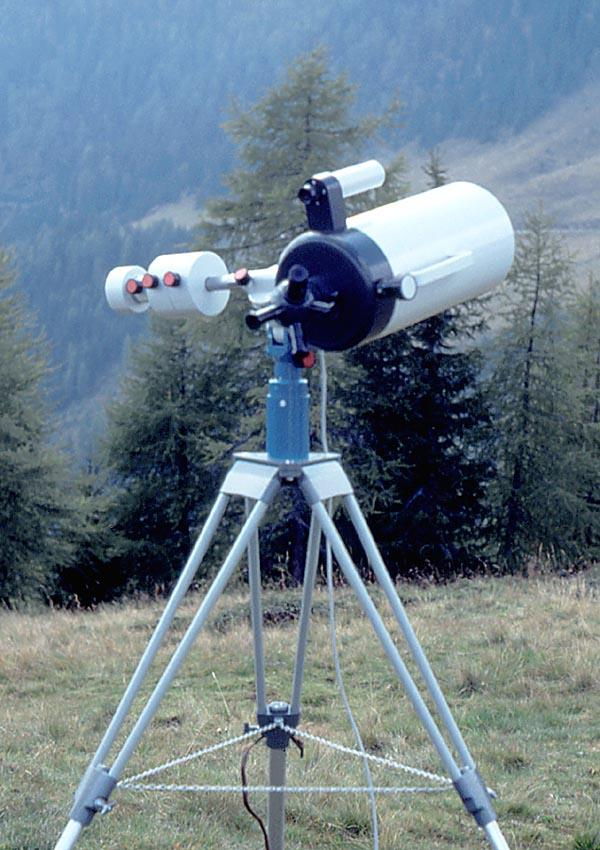
Un telescopio amatoriale

Il telescopio amatoriale è lo strumento impiegato dagli appassionati di astronomia (astrofili) per il loro hobby, insieme ai binocoli. Rispetto ai grandi telescopi professionali, i telescopi amatoriali sono generalmente trasportabili (anche se alcuni sono installati in postazioni fisse e protetti da cupole) mentre le caratteristiche, le scelte costruttive, le tecniche nell'uso, le preferenze negli schemi ottici e così via, si diversificano significativamente.
Alcuni appassionati si cimentano nell'autocostruzione dei propri telescopi, mentre gruppi di astrofili possono realizzare in comune anche dei piccoli osservatori.

## Campi d'utilizzo
Sebbene questi strumenti non siano curati e potenti come i grandi telescopi professionali e vengano acquistati o costruiti principalmente per diletto o passione personale per l'astronomia, hanno trovato ugualmente dei campi d'impiego in cui possono contribuire alla scienza, perfino nella ricerca dei pianeti extrasolari. Inoltre vengono frequentemente impiegati dagli astrofili anche per la divulgazione scientifica.
Talvolta cooperano con ricerche professionali: i telescopi amatoriali sono disponibili in un numero molto maggiore rispetto a quelli professionali (comunque già oberati da intensi programmi di ricerca da svolgere) e possono sorvegliare perciò un numero maggiore di oggetti astronomici o di aree del cielo; questo li ha resi particolarmente utili per certi tipi di ricerche, come ad esempio l'osservazione delle stelle variabili, la scoperta di supernove e delle comete, insieme ai binocoli astronomici. Attualmente sono stati realizzati piccoli osservatori automatici robotizzati come il LINEAR, che hanno scoperto un grande numero di comete, e succede a volte che una cometa porti il nome di un astrofilo. Negli ultimi anni, grazie alla rivoluzione digitale, il contributo dei non professionisti nello studio dei fenomeni atmosferici che avvengono sui pianeti principali del Sistema Solare è divenuto sempre più continuo e incisivo.
Un altro vantaggio dei piccoli telescopi amatoriali è la loro portabilità, che consente di dispiegarli ovunque: talvolta sono gli unici strumenti disponibili per certi fenomeni astronomici, osservabili solo da zone limitate della Terra.

## Modelli più usati dagli astrofili

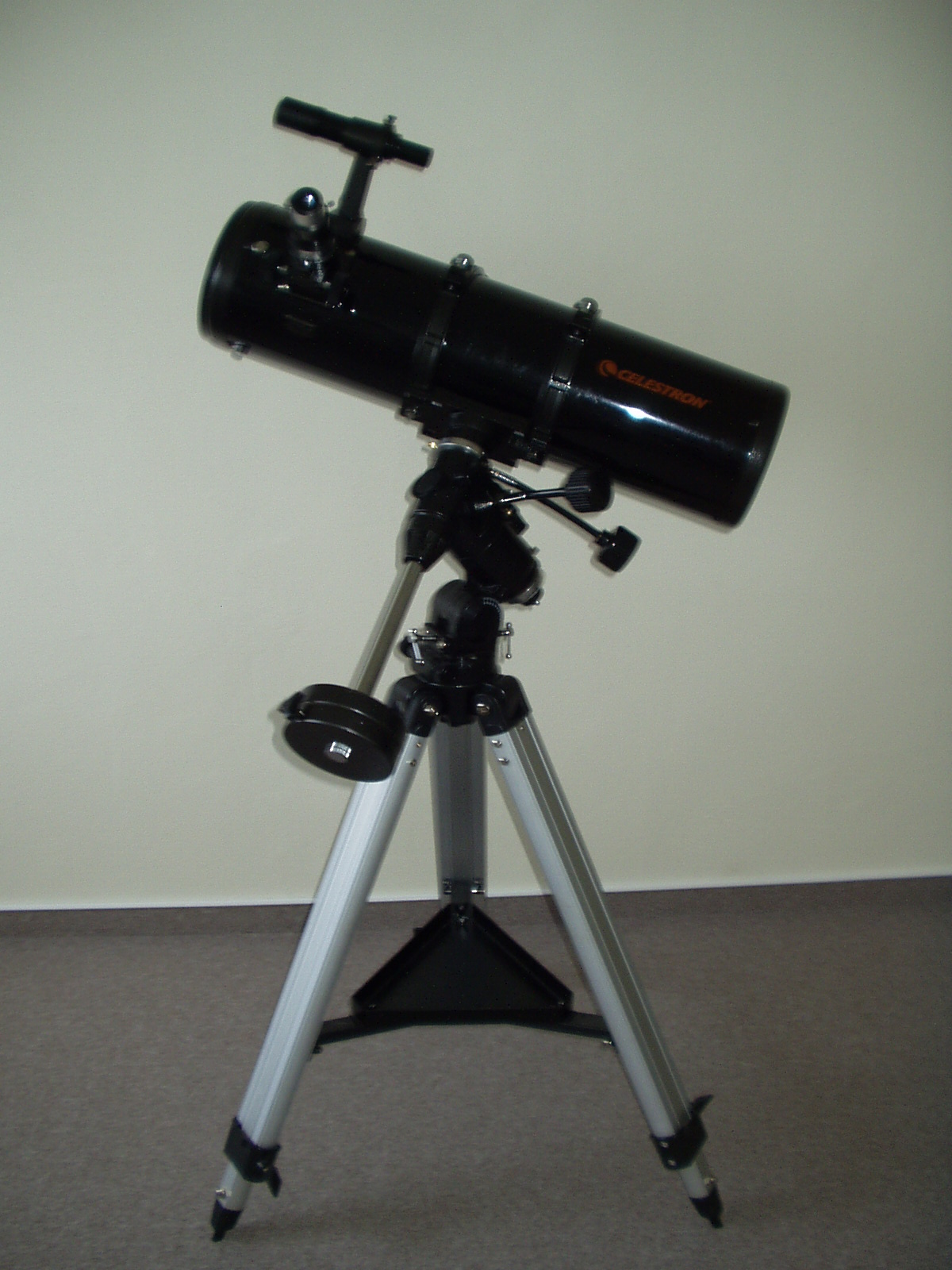
Un newtoniano di 150mm di apertura su montatura equatoriale

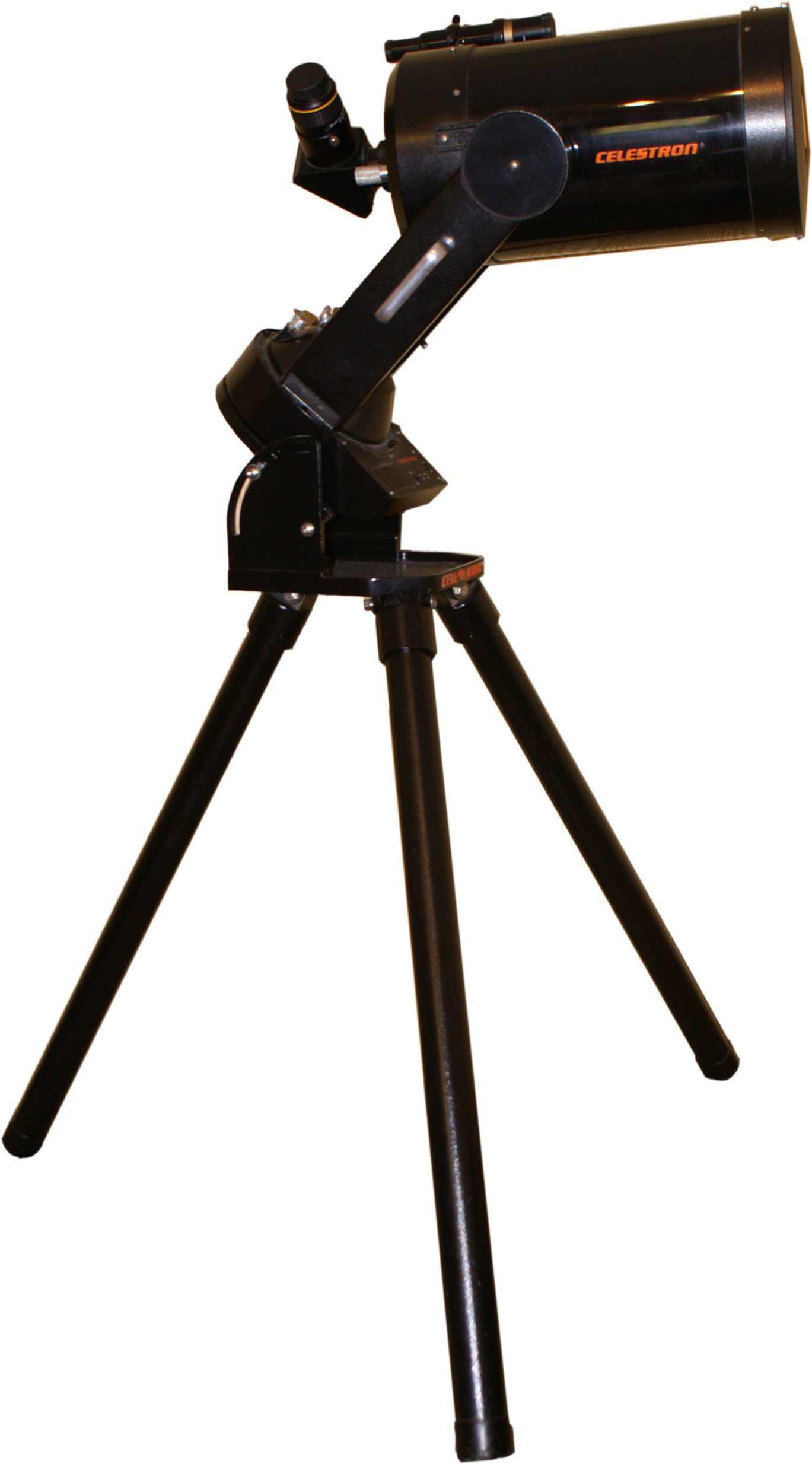
Uno Schmidt Cassegrain da 8" (circa 20cm)

Esiste una grande varietà di telescopi amatoriali, dai più semplici ai più grandi e sofisticati. Tuttavia, a differenza dell'ambiente professionale, in cui gli strumenti di maggior diametro sono generalmente considerati i migliori, in ambito amatoriare vengono considerati altri fattori, tra cui la trasportabilità. Un motto fra gli astrofili è:

### Configurazioni ottiche
I fattori nella scelta delle ottiche sono diversi rispetto ai grandi telescopi professionali e configurazioni scartate per i progetti di maggiori dimensioni, risultano invece addirittura preferibili in ambito amatoriale e viceversa.
- I rifrattori (con un obiettivo costituito da lenti), ormai in disuso per la costruzione degli strumenti principali negli osservatori professionali, sono ancora abbastanza in voga fra i dilettanti, principalmente per l'osservazione ad "alta risoluzione" dei pianeti, in virtù della loro assenza di ostruzione, presente invece nei telescopi riflettori. Le aziende di solito non vanno oltre la costruzione di obiettivi commerciali di 10–15 cm di diametro. I modelli più economici sono dei cannocchiali con obiettivo acromatico, mentre quelli di qualità (anche dieci volte più costosi a parità di diametro[8]) hanno un obiettivo apocromatico; un compromesso è l'uso di dispositivi per correggere gli obiettivi acromatici, da installare all'interno del tubo di focheggiatura[9].
- I telescopi newtoniani, sono quasi lunghi e voluminosi come i rifrattori, perciò richiederebbero strutture dalla complessità e costi proibitivi per la costruzione di telescopi professionali di grande diametro. Al contrario, nei telescopi amatoriali, questa configurazione è fra le più popolari: grazie alla relativa semplicità di realizzazione, risultano particolarmente economici e convenienti per gli astrofili. Per lo stesso motivo, è adatta all'autocostruzione e da accoppiare all'altrettanto economica montatura dobsoniana. Grazie a queste caratteristiche è possibile costruire telescopi amatoriali relativamente grandi con costi ridotti (generalmente fino a 40 cm di diametro, ma ne sono stati costruiti anche di circa un metro[10]), particolarmente apprezzati dagli appassionati del cosiddetto profondo cielo, perché col loro diametro possono raccogliere più luce. Inoltre il maggior diametro e quindi risoluzione, a parità di costi, riesce in parte a compensare allo specchio secondario e i suoi eventuali supporti, che causano un'ostruzione nel fascio di luce entrante e un conseguente calo di qualità nell'immagine (tranne in alcune configurazioni sperimentali[11]). Il "114" (un newtoniano con uno specchio di 114 mm d'apertura e in genere 900 mm di lunghezza focale) è stato a lungo uno dei modelli più diffusi fra gli astrofili[12].
- Gli schemi ottici compatti sono vantaggiosi anche per gli astrofili, ma mentre i professionisti costruiscono dei Cassegrain o Ritchey-Chrétien su tralicci per ridurre il peso, i costi e la sfida ingegneristica, fra i telescopi amatoriali sono diffuse le configurazioni ottiche Schmidt Cassegrain e Maksutov Cassegrain dotate di una lastra correttrice (sono quindi detti catadriottici), che chiude il tubo, riducendo anche le turbolenze interne. La presenza di queste ottiche in un telescopio amatoriale si traduce in una maggiore facilità di trasporto, minore sensibilità al vento, minore ingombro (senza dover sacrificare la lunghezza focale), ma al costo di un maggior prezzo e un'ostruzione maggiore negli Schmidt Cassegrain. Gli Schmidt Cassegrain sono apprezzati dagli appassionati di astrofotografia[13]. In alcuni casi, degli obiettivi fotografici Maksutov sono stati convertiti in piccoli telescopi (o talvolta in grossi binocoli[14]). Per via della compattezza di queste configurazioni, molti telescopi computerizzati portatili hanno un'ottica di questo tipo.

### Montature

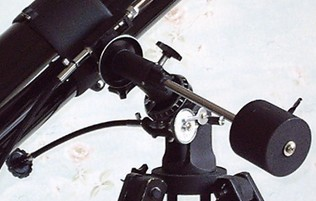
La montatura equatoriale di un telescopio economico

Molti strumenti amatoriali, quando non sono usati in installazioni fisse, sono dotati di treppiedi ripiegabili e facili da trasportare (ma esistono altre soluzioni come il telescopio dobsoniano) o più raramente di telescopi montati su una colonna dotata di un carrello o una base di supporto. Oltre alla trasportabilità e all'ingombro, viene valutata la stabilità, per evitare fastidiose vibrazioni che possono rendere più difficoltosa l'osservazione.
Al fine di orientare il telescopio per puntarlo verso il cielo, i tubi ottici vengono installati su montature altazimutali o equatoriali. Le seconde, di costruzione più complessa, sono generalmente preferite per la loro comodità d'uso, nell'inseguire gli oggetti nel cielo. Questo moto apparente, col sorgere e il tramontare degli astri (lungo un percorso più o meno inclinato sull'orizzonte, a seconda della latitudine di chi osserva) è dovuto alla rotazione della Terra sul proprio asse e risulta particolarmente evidente ad alti ingrandimenti: se non si muove il telescopio per inseguire l'oggetto che si osserva, resterà nel campo dell'oculare solo per pochi secondi. La montatura altazimutale, che permette di ruotare il telescopio in altezza o parallelamente all'orizzonte, non è allineata a questo moto (a meno che l'osservatore non si trovi all'equatore) e rende difficile e macchinoso l'inseguimento. La montatura equatoriale invece viene allineata al polo e perciò, per inseguire un oggetto, è sufficiente ruotare una manopola di un moto micrometrico. Lo stesso semplice movimento su questa montatura è svolto in alcuni modelli grazie ad un motorino, che oltre ad automatizzare l'inseguimento, evita anche le vibrazioni dovute al tocco dell'osservatore, create durante le continue regolazioni. Mentre questo è comodo ed utile nell'osservazione visuale, nell'astrofotografia diventa particolarmente importante, consentendo pose molto lunghe e senza scie, né mossi.
Esistono infine modelli computerizzati, che permettono il puntamento automatico (dopo un setup iniziale) degli oggetti da osservare (se la montatura è motorizzata) e perfino la gestione dell'inseguimento sulle montature altazimutali. L'inseguimento computerizzato su montatura altazimutale è comunque problematico per l'astrofotografia, perché senza ulteriori correzioni crea una rotazione di campo.

### Accessori
Nei telescopi amatoriali l'oculare è ancora l'accessorio dominante (la figura dell'astronomo professionista con l'occhio all'oculare sta invece scomparendo). Attualmente sono molto popolari quelli basati sullo schema ottico Plössl. Altri accessori comprendono, filtri, lenti di Barlow, riduttori di focale, raddrizzatori, prismi diagonale, accessori fotografici e cercatori.

## Produzione commerciale
Le aziende producono piccoli telescopi per uso personale, per piccoli osservatori privati o per associazioni di astrofili: la produzione in grande serie fornisce strumenti meno curati e dotati di una qualità ottica inferiore, ma sono meno costosi degli strumenti costruiti da artigiani.
Nelle pubblicità viene spesso indicato il numero di ingrandimenti dello strumento, ma è un elemento secondario in quanto l'efficienza del telescopio è data in modo particolare dal suo obiettivo e dalle tolleranze di lavorazione: in termini generali, maggiore è il diametro dell'obiettivo, più luce viene raccolta ed inoltre aumenta il suo potere risolutivo. Un maggiore potere risolutivo consentirà di risolvere (cioè di separare) più facilmente una stella doppia nelle sue componenti, rispetto ad uno strumento di diametro minore. Il potere risolutivo viene solitamente calcolato con l'empirica formula di Dawes; il limite di risoluzione di Dawes riguarda però l'osservazione delle stelle doppie ed è ritenuto relativamente accurato solo quando non c'è grande differenza di splendore fra le componenti della coppia.
L'ingrandimento invece è una questione di rapporto fra la lunghezza focale dell'obiettivo e quella dell'oculare, perciò, teoricamente, sarebbe possibile qualsiasi ingrandimento con qualunque telescopio, se fosse possibile avere l'oculare della lunghezza focale adatta; tuttavia, aumentando l'ingrandimento, si perde nitidezza e contrasto: l'ingrandimento massimo utile di un telescopio, ovvero quello massimo in cui le immagini restituite risultano ancora adeguatamente nitide e contrastate, è compreso indicativamente fra il doppio e il triplo (per i rifrattori) del diametro del suo obiettivo espresso in millimetri. Questo ingrandimento massimo dipende però anche diversi fattori quali, ad esempio: lo seeing, il tipo di oggetto osservato, il tipo di ottica (nei telescopi riflettori in cui c'è un'ostruzione causata dallo specchio secondario, il contrasto dell'immagine si riduce insieme all'ingrandimento massimo utile) e individualmente, il visus di chi osserva.